# Змеица
Змеица (болг. Змеица) — село в Болгарии. Находится в Смолянской области, в историко-географическом регионе Чеч, входит в общину Доспат. Население составляет 1 474 человека.

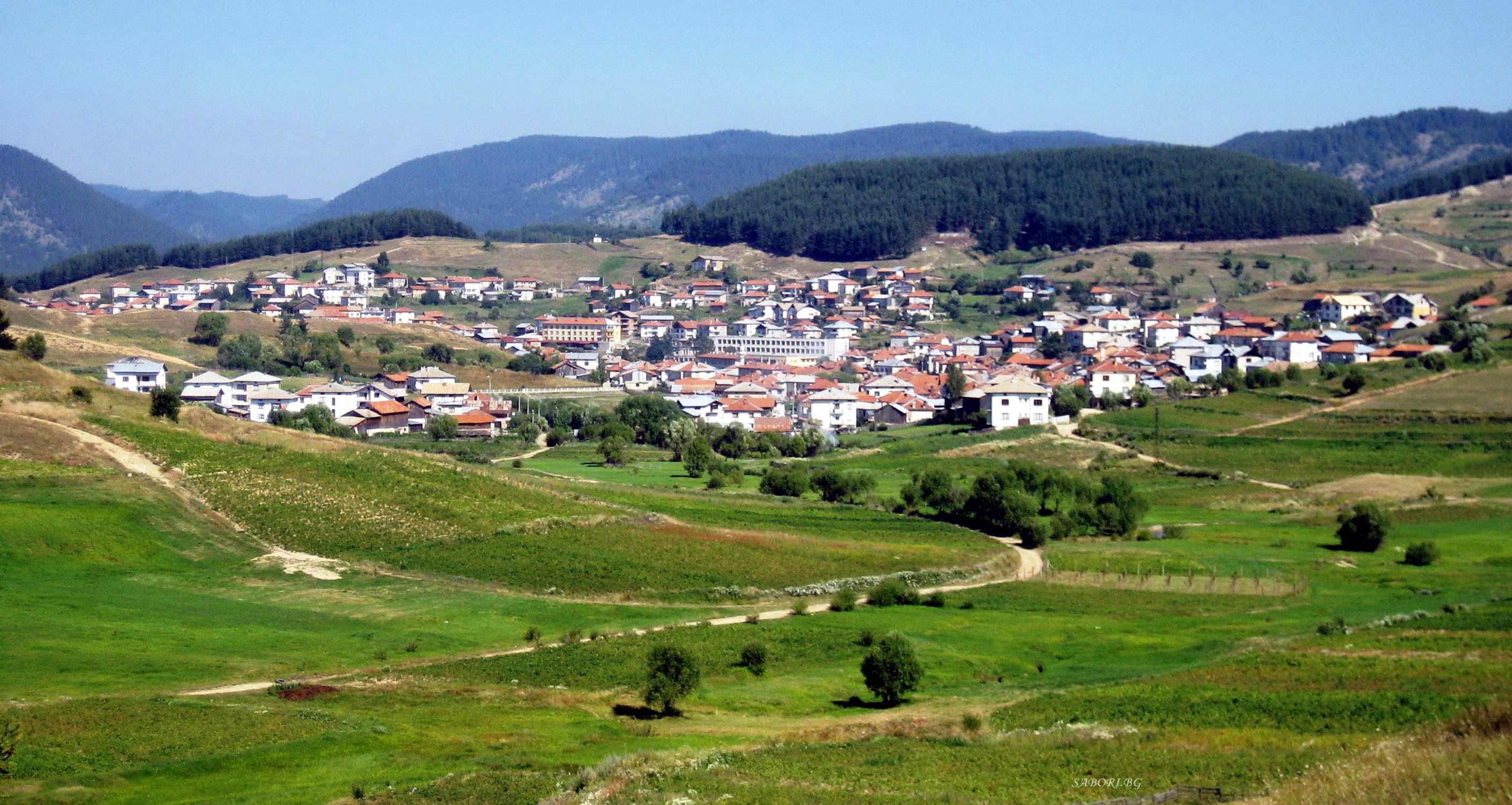

## Политическая ситуация
В местном кметстве Змеица, в состав которого входит Змеица, должность кмета (старосты) исполняет Венелин Бойков Дойков (Политическое движение социал-демократов (ПДСД)) по результатам выборов правления кметства в 2007 году.
Кмет (мэр) общины Доспат — Антим Даринов Пыржанов (Движение за права и свободы (ДПС)) по результатам выборов 2007 года в правление общины.